# ولسوالی غوریان
ولسوالی غوریان یکی از ولسوالی‌های ولایت هرات در افغانستان است. این منطقه از غرب با ایران، از شرق با ولسوالی زنده جان، از شمال با ولسوالی‌های گلران و کهسان و از سمت جنوب با ولسوالی ادرسکن همسایه است.
مرکز این ولسوالی به لحاظ توسعه و امکانات رفاهی به نسبت از وضعیت خوبی برخوردار است. پیشهٔ مردم این شهرستان عمدتاً کشاورزی و دامداری می‌باشد.
مرکز این ولسوالی از چهار ناحیه اصلی به نام‌های قیسان، فاقدان، سرآسیاب و غنجان تشکیل گردیده که هر ناحیه از محلات کوچکتر تشکیل شده‌اند و دارای ۲۱۱ روستای خرد و بزرگ است. این ولسوالی از منابع زیرزمینی چون سنگ آهن، سیمان و نمک برخوردار است.
نخستین شبکهٔ تلویزیونی خصوصی افغانستان به نام «سیمای غوریان» در این ولسوالی پایه‌گذاری شد، در حال حاضر دارای دو شبکهٔ تلویزیونی خصوصی و یک شبکهٔ رادیویی به نام ندای صبح است.